# .ni
.ni (Nicarágua) é o código TLD (ccTLD) na Internet para a Nicarágua.